# Thomas Coleman
Thomas Coleman (Oxford, 1598 – 1647) è stato un religioso inglese, noto per la sua grande conoscenza della lingua ebraica, tanto da guadagnare l'appellativo di Rabbi Coleman. Convinto sostenitore dell'erastianesimo, ne fu il principale portavoce e rappresentante all'interno dell'Assemblea di Westminster, al fianco del giurista John Selden.

## Biografia
Nato ad Oxford entrò al Magdalen College nel 1615. Ottenne il baccalaureato nel 1618 e nel 1621, dopo aver preso i voti sacerdotali, conseguì il Master of Arts. Dopo aver ottenuto il rettorato della parrocchia di Blyton nel Lincolnshire, nel 1642 si trasferì a Londra, per sfuggire alla persecuzione perpetrata dai sostenitori di Carlo I contro i sacerdoti simpatizzanti della causa puritana. A Londra dove divenne parroco della chiesa di St Peter upon Cornhill, e in quello stesso anno venne scelto tra i partecipanti all'Assemblea di Westminster, secondo lo storico ed antiquario londinese Anthony Wood, Coleman venne inserito nella lista dei partecipanti all'Assemblea per la sua profonda conoscenza della lingua ebraica,. Secondo lo storico William L. Lamont, Coleman nelle sue opere fu un precursore di Thomas Hobbes, nei suoi sermoni. Nel 1645 Coleman fu coinvolto in una diatriba teologica con il teologo scozzese George Gillespie portavoce all'interno dell'Assemblea di Westminster dell'opposizione alle posizioni erastiane portate da Coleman e da altri religiosi. Secondo gli erastiani, in accordo con il gruppo dei cosiddetti Indipendenti ed i presbiteriani, il modello da seguire per riformare la Chiesa anglicana era dato da quello della chiesa primitiva, ed era quindi necessario studiarne a fondo riti e struttura interna. La conoscenza della lingua ebraica si rivelò allora cruciale, dando a Coleman, e ad altri esperti di ebraico all'interno dell'Assemblea, come John Lightfoot e John Selden, un ruolo di primaria importanza.

Quando i comitati formatisi all'interno dell'Assemblea si riunirono per stabilire quale fosse l'organizzazione della chiesa primitiva, ci fu una contrapposizione tra erastiani e Indipendenti da una parte ed i presbiteriani dall'altra. In questo contesto, Coleman protestò con un discorso all'intera Assemblea che, se fosse stata scelta la forma presbiteriana, essa si sarebbe rapidamente trasformata in un'istituzione tirannica così come lo era stata quella episcopale. Dopo quindici giorni di acceso dibattito, alla fine passò la deliberazione favorevole al sistema presbiteriano.
Nel 1647, mentre il dibattito nell'Assemblea era ancora in fermento, cadde malato gravemente e morì, e venne salutato da tutti i membri dell'Assemblea in una cerimonia funebre tenutasi il 30 marzo 1647.

## Opere
- The Hearts Engagement, 1643
- God's Unusual Answer to a Solemn Fast, 1644
- The Christians Cause and Complaint, 1645
- Hopes Defered and Dashed, 1645